# 今夜、誕生!音楽チャンプ
『今夜、誕生!音楽チャンプ』（こんや たんじょう おんがくチャンプ）および『音楽チャンプ』（おんがくチャンプ）は、テレビ朝日系列で2017年6月30日から2022年9月28日までレギュラー放送および不定期で放送されていた日本の音楽オーディション番組。
2017年6月30日に『音楽チャンプ』のタイトルでパイロット版が放送された後、同年10月8日から2018年3月11日まで『今夜、誕生!音楽チャンプ』のタイトルでレギュラー放送され、2018年7月27日からは再び『音楽チャンプ』のタイトルで不定期の特別番組として放送されていた。

## 概要
歌唱、ピアノ、ダンスなど、音楽のあらゆるジャンルで次世代のスターを目指す「未来の大物アーティスト」たちが、「音楽チャンプ」の座をかけて戦いに挑むリアリティ・オーディション番組である。2017年6月30日に単発番組として放送され、このときの「歌唱部門」で高いレベルのバトルが繰り広げられたことで、レギュラー化が決定した。司会は単発番組から引き続き、村上信五と黒木瞳が務める。
番組の特徴は、ロボット採点機による採点とプロの審査員による辛口評価を合わせた審査方法にある。ロボット採点機によるテクニカル審査と、プロ審査員による芸術性や将来性、プロとしての伸びしろなど、多角的審査との対比も見どころの1つである。

### 番組の変遷
2017年6月30日23時15分から翌0時15分まで、『音楽チャンプ』の番組名で単発番組として放送。このときは歌唱部門が放送され、6人の挑戦者が出場。審査員は亀渕友香、菅井秀憲、田中隼人、ゲストは勝俣州和、東山紀之、ホラン千秋、森公美子。優勝者の海藏亮太は、2018年春に大手レコード会社から歌手デビューが決定し、番組初のプロアーティストが誕生した。
2017年10月8日、『今夜、誕生!音楽チャンプ』の番組名でレギュラー放送開始。初回は特別編として過去に一度は名を馳せたことのある歌手6人が出場する「再起をかける!超実力派シンガーNo.1決戦」を放送。初代優勝者にJASMINEが輝いた。11月19日より新シリーズ「第1回歌唱チャンプ」を放送。
レギュラー開始後もテレビ朝日の日曜ゴールデン・プライム帯のイレギュラー編成のため、改編期ではないにもかかわらず休止週が多発している。2017年12月3日（ただし、12分繰り下げ・1分短縮）に歴代最高視聴率9.5%を記録する（ビデオリサーチ調べ、関東地区・世帯・リアルタイム。以下略）も、番組開始からの平均視聴率が6%程度と、プライム帯の番組としては物足りないとされる視聴率低迷等を受け、レギュラー放送開始から半年での打ち切りを決定し、レギュラー放送終了後は不定期の特別番組として放送する。2018年3月11日をもってレギュラー放送終了（ただし、この日の新聞ラテ欄やEPG等には最終回マークは付されていなかった）。
なお、レギュラー放送終了後の単発特番は、レギュラー開始前の特番時と同じ番組名『音楽チャンプ』として、2018年4月15日の『サンデープレゼント』（13:55 - 15:20）枠で放送した。

## 審査

### 歌唱部門
基本ルール
- ロボット採点機による「正確性」の審査と審査員による「表現力」の審査で評価される。ロボット採点機「チャンプくん」（声・木村良平）の持ち点100点と審査員4名のそれぞれの持ち点25点を足した200点満点で評価される。審査員による審査は18点が平均である。
- 審査の流れは、VTRや司会者によるの出場者のプロフィールの紹介が終わった後に、ステージで歌唱。歌唱後、まずロボット採点機「チャンプくん」による採点が発表される。その後、審査員が批評を行う。そして、審査員による採点とロボット採点機の採点を合わせた合計得点が発表される。
- 優勝者には賞金が贈られる。

単発番組
- 動画審査を経て予選ブロックを進んだ6人が、決勝進出の上位2枠を競い合う。
- 決勝進出者には、審査員により課題曲が与えられる。決勝ブロック開催までの1週間、審査員自らが個別指導を行う。
- 決勝進出者は決勝ブロックで、それぞれの弱点を克服した成果を披露する。優勝者には賞金100万円が贈られる。

レギュラー 第1回放送「特別篇」
- 予選ブロックで、出場者は得意曲を披露し、得点上位2名が決勝進出。
- 決勝進出者には、審査員より課題曲が与えられる。決勝ブロック開催までの1週間、プロの指導者が個別指導を行う。
- 決勝進出者は決勝ブロックで、それぞれの弱点を克服した成果を披露する。優勝者には賞金30万円が贈られる。

レギュラー放送 「歌唱チャンプ」
- 1回戦、準決勝、決勝と3回の審査でチャンプを決定する。
- 全国から選ばれた12名が、A・Bブロック6名ずつに別れて争い、各ブロックの上位2名が準決勝進出。
- 準決勝進出者には、審査員より課題曲が与えられる。
- 決勝進出者は、数曲の課題曲の中から好きなものを選んで歌唱する。優勝者には賞金30万円が贈られる。

レギュラー放送 「中高生制服チャンプ」
- 中学生、高校生が出場する大会。
- 予選ブロックで、出場者は得意曲を披露し、得点上位2位が決勝進出。
- 決勝進出者は、数曲の課題曲の中から好きなものを選んで歌唱する。

SP5（不定期特番時）
- 全国45都市の街角で採点カラオケを実施。その中から上位得点獲得者2名とロケ担当ディレクターが推薦した4名の計6名が最終審査に進出。
- 最終審査では採点カラオケとは別の得意曲を披露。スタジオで音楽プロデューサー・作曲家・レコード会社社員ら計50名が札審査を行い、最も札が挙がった進出者が優勝となる。

SP6（不定期特番時）
- 全国60都市の街角で採点カラオケを実施。その中から100点満点獲得者4名とロケ担当スタッフが推薦者8名の計12名が2次審査に進出。その中から音楽プロデューサー数名が2次審査（採点カラオケ時のVTRから選出）を行い、4名が最終審査に進出。
- 最終審査では課題曲としてクリス・ハートの「I LOVE YOU」が与えられ披露。スタジオで音楽プロデューサー・作曲家・レコード会社社員ら計50名が札審査を行い、最も札が挙がった進出者が優勝となる。

## 出演者
司会
- 村上信五（関ジャニ∞）
- 黒木瞳

### 審査員
歌唱部門
菅井秀憲
声楽家、ボイストレーナー。ハロー!プロジェクトのボーカルアドバイザーとして、モーニング娘。などの指導を務めた。単発番組時代より出演。
最も辛口な審査員であり、『ザテレビジョン』曰く「ラスボス」的な扱いだったが、再度単発特番に移行後は一度も出演していない。
田中隼人
May J.やJUJUなど多数の有名アーティストに楽曲を提供する音楽プロデューサー。単発番組時代より出演。
菅井と並んで最も辛口な審査員の1人。再度単発特番に移行後も複数回出演しているが、レギュラー放送期よりは比較的穏やかなコメントが多い。
大本京
ヴォイストレーナー、歌手。ヴォイストレーニングの総本山ヴォイス・トレーナーズ・アカデミーの二代目として代表を務める。日本でヴォイストレーニングを確立した大本恭敬の後継者。
森公美子
オペラ歌手、ミュージカル女優、タレント。レギュラー化時より出演。
菅井や田中より高い点数を付けることが多く、全体的に甘口な評価が目立つ。単発特番に移行後も2回出演。
2018年3月11日放送回（レギュラー放送期の最終回）のロケ企画「全国歌うま発掘隊!!」では、自身の故郷である宮城県仙台市に赴きリポーターを担当した。

## 放送リスト

### パイロット版
| # | 放送日            | 出場者                                                    | 審査員                     | ゲスト                                | 備考 |
| - | ----------------- | --------------------------------------------------------- | -------------------------- | ------------------------------------- | ---- |
| 1 | 2017年6月30日(金) | 大山未夢 海蔵亮太 清水美依紗 高橋亜弥 中上綾女 米川真里絵 | 亀渕友香 菅井秀憲 田中隼人 | 勝俣州和 東山紀之 ホラン千秋 森公美子 |      |

### レギュラー放送
| #      | 放送年 | 放送日   | 放送内容                                                                   | 出場者                                                                                         | 優勝者               | 審査員                                         | ゲスト               | 備考              |
| ------ | ------ | -------- | -------------------------------------------------------------------------- | ---------------------------------------------------------------------------------------------- | -------------------- | ---------------------------------------------- | -------------------- | ----------------- |
| 1      | 2017年 | 10月8日  | 再起をかける!超実力派シンガーNo.1決戦                                      | 福田朱子 さくらまや JASMINE 歌恋 石垣優（やなわらばー） 清貴                                   | JASMINE              | 田中隼人 菅井秀憲 大本京 坪倉唯子              | 竹中直人 有村架純    | [ 注 4 ] [ 注 5 ] |
| 2      | 2017年 | 11月19日 | 第1回「歌唱チャンプ」Aブロック1回戦                                        | 柿原穂乃佳 fumika 柏野昌俊 菜摘 織田智朗 三木真里亜                                            | アルメリノ・アナリン | 菅井秀憲 小柳ルミ子 森公美子 杉山勝彦 田中隼人 | ホラン千秋           |                   |
| 3      | 2017年 | 11月26日 | 第1回「歌唱チャンプ」 Bブロック1回戦 準決勝 決勝                           | アルメリノ・アナリン 玉木聖愛 恵麻 武田莉奈 西村拓朗 中原櫻乃                                  | アルメリノ・アナリン | 菅井秀憲 小柳ルミ子 森公美子 杉山勝彦 田中隼人 | 夏菜 ヒロミ 尾上松也 |                   |
| 4      | 2017年 | 12月3日  | 第1回「中高生制服チャンプ」                                                | 丸山純奈 久保玲奈 中村竜大 なつき 美咲ミサ                                                     | 丸山純奈             | 菅井秀憲 森公美子 杉山勝彦 田中隼人            | 岡田結実 黒沢かずこ  | [ 注 6 ]          |
| 5      | 2017年 | 12月10日 | 第2回「歌唱チャンプ」                                                      | てつと 森本真帆 竹森みずほ 草薙さゆり 松岡雷造                                                 | 森本真帆             |                                                |                      |                   |
| 6      | 2018年 | 1月28日  | 丸山純奈デビューへの道 第3回「歌唱チャンプ」                               | 川村海月 清水美依紗 鳥居れな アルメリノ・アナリン                                              | 川村海月             |                                                |                      |                   |
| 7      | 2018年 | 2月4日   | 第4回「歌唱チャンプ」 チャンプ決定戦                                       | 琴音 河田鼓太郎 日比優理香 幾田りら 川村海月                                                   | 琴音                 | 菅井秀憲 大本京 森公美子 杉山勝彦 田中隼人     |                      | [ 注 8 ]          |
| 8      | 2018年 | 2月11日  | 丸山純奈デビューへの道 第5回「歌唱チャンプ」 チャンプ決定戦                | 寺西大樹 太田彩良 中山姫李 琴音                                                                | 琴音                 |                                                |                      |                   |
| 9      | 2018年 | 2月25日  | 丸山純奈デビューへの道 第6回「歌唱チャンプ」 チャンプ決定戦                | 高島彩 アムソン・ナッティダー 山本朋佳 琴音                                                    | 琴音                 |                                                |                      |                   |
| 10     | 2018年 | 3月4日   | 丸山純奈デビュー曲披露 第7回「歌唱チャンプ」 チャンプ決定戦 ダンスチャンプ | 歌唱チャンプ 荒金理香 濱住夏海 武田優一 琴音ダンスチャンプ 同志社香里高等学校 山村国際高等学校 | 琴音                 |                                                |                      |                   |
| 11(終) | 2018年 | 3月11日  | 第8回「歌唱チャンプ」 チャンプ決定戦 全国歌うま発掘隊                      | 櫻井ゆか 早希 堀隆雅 琴音                                                                      | 琴音                 |                                                |                      | [ 注 9 ]          |

### 特番放送
| # | 放送年 | 放送日      | 放送時間      | タイトル                                                                           | 出場者                                                                        | 優勝者   | 審査員                                                         | ゲスト                                       | 備考      |
| - | ------ | ----------- | ------------- | ---------------------------------------------------------------------------------- | ----------------------------------------------------------------------------- | -------- | -------------------------------------------------------------- | -------------------------------------------- | --------- |
| 1 | 2018年 | 7月27日(金) | 20:00 - 21:48 | 音楽チャンプ 2時間SP 全国で歌うま発掘!3000人オーディション                         | 全国31都市での街角採点カラオケで100点満点獲得者8名 審査員特別推薦者3名 計11名 | 福室莉音 | 田中隼人 杉山勝彦 森公美子                                     | 長嶋一茂                                     | [ 注 10 ] |
| 2 | 2019年 | 1月11日(金) | 19:00 - 21:48 | 音楽チャンプ 歌うま日本一決定戦SP                                                  | 全国45都市での街角採点カラオケで100満点獲得者 審査員推薦者                    | 斉藤花耶 | 大本京 岡本知高 杉山勝彦 田中隼人 西寺郷太 湯川れい子 横山裕章 | ヒロミ 森泉 横山だいすけ                     | [ 注 12 ] |
| 3 | 2019年 | 9月26日(木) | 20:00 - 21:48 | 音楽チャンプ 歌うま日本一決定戦 2時間SP                                            | 全国45都市での街角採点カラオケで100点満点獲得者2名 ロケ担当スタッフ推薦の4名  | 阪本一颯 | 音楽プロデューサー 作曲家 レコード会社社員ら 計50名            | 上川隆也 長嶋一茂 森泉                       | [ 注 13 ] |
| 4 | 2020年 | 4月11日(土) | 18:56 - 20:54 | 音楽チャンプ 歌うま日本一決定戦 2時間SP                                            | 全国60都市での街角採点カラオケで100点満点獲得者4名 ロケ担当スタッフ推薦の8名  | 上田桃夏 | 音楽プロデューサー 作曲家 レコード会社社員ら 計50名            | 高橋真麻 松岡昌宏（TOKIO） みちょぱ          | [ 注 15 ] |
| 5 | 2022年 | 9月28日(水) | 19:00 - 21:48 | 音楽チャンプ2022 今夜音楽シーンに新スター誕生! 全国で発掘!新時代の歌うま頂上決戦!! | 宮城麗菜 中馬美貝 岸田琴那 阿部凜 藤井エレナ 樋髙楽々                         | 宮城麗菜 | 音楽プロデューサー 計30名                                      | ISSA（DA PUMP） 関根勤 土屋アンナ 藤田ニコル |           |

### 全国歌うま発掘隊
| # | 放送年 | 放送日      | 放送時間      | タイトル                                                     | 出場者                                         | 優勝者                 | 審査員            | ゲスト   | 備考      |
| - | ------ | ----------- | ------------- | ------------------------------------------------------------ | ---------------------------------------------- | ---------------------- | ----------------- | -------- | --------- |
| 1 | 2018年 | 4月15日(日) | 13:55 - 15:20 | 音楽チャンプ特別編 全国歌うま発掘隊 第1弾 〜那覇&金沢編〜    |                                                | 沖縄県在住の女子高校生 | 森公美子 森昌子   | －       | [ 注 16 ] |
| 2 | 2018年 | 5月19日(土) | 14:55 - 16:25 | 音楽チャンプ特別編 全国歌うま発掘隊 第2弾 〜福岡&横浜&柏編〜 | 髙橋卓斗 齊藤伶奈 晴田悠加 ペイリン 宗ソフィア | 髙橋卓斗               | 田中隼人 森公美子 | 高橋真麻 | [ 注 17 ] |

## ネット局と放送時間
| 放送対象地域   | 放送局                             | 系列           | 放送日時           | 放送期間                      | ネット状況 |
| -------------- | ---------------------------------- | -------------- | ------------------ | ----------------------------- | ---------- |
| 関東広域圏     | テレビ朝日（EX）                   | テレビ朝日系列 | 日曜 21:58 - 23:05 | 2017年10月8日 - 2018年3月11日 | 制作局     |
| 北海道         | 北海道テレビ（HTB）                | テレビ朝日系列 | 日曜 21:58 - 23:05 | 2017年10月8日 - 2018年3月11日 | 同時ネット |
| 青森県         | 青森朝日放送（ABA）                | テレビ朝日系列 | 日曜 21:58 - 23:05 | 2017年10月8日 - 2018年3月11日 | 同時ネット |
| 岩手県         | 岩手朝日テレビ（IAT）              | テレビ朝日系列 | 日曜 21:58 - 23:05 | 2017年10月8日 - 2018年3月11日 | 同時ネット |
| 宮城県         | 東日本放送（KHB）                  | テレビ朝日系列 | 日曜 21:58 - 23:05 | 2017年10月8日 - 2018年3月11日 | 同時ネット |
| 秋田県         | 秋田朝日放送（AAB）                | テレビ朝日系列 | 日曜 21:58 - 23:05 | 2017年10月8日 - 2018年3月11日 | 同時ネット |
| 山形県         | 山形テレビ（YTS）                  | テレビ朝日系列 | 日曜 21:58 - 23:05 | 2017年10月8日 - 2018年3月11日 | 同時ネット |
| 福島県         | 福島放送（KFB）                    | テレビ朝日系列 | 日曜 21:58 - 23:05 | 2017年10月8日 - 2018年3月11日 | 同時ネット |
| 新潟県         | 新潟テレビ21（UX）                 | テレビ朝日系列 | 日曜 21:58 - 23:05 | 2017年10月8日 - 2018年3月11日 | 同時ネット |
| 長野県         | 長野朝日放送（abn）                | テレビ朝日系列 | 日曜 21:58 - 23:05 | 2017年10月8日 - 2018年3月11日 | 同時ネット |
| 静岡県         | 静岡朝日テレビ（SATV）             | テレビ朝日系列 | 日曜 21:58 - 23:05 | 2017年10月8日 - 2018年3月11日 | 同時ネット |
| 石川県         | 北陸朝日放送（HAB）                | テレビ朝日系列 | 日曜 21:58 - 23:05 | 2017年10月8日 - 2018年3月11日 | 同時ネット |
| 中京広域圏     | 名古屋テレビ（メ〜テレ/NBN）       | テレビ朝日系列 | 日曜 21:58 - 23:05 | 2017年10月8日 - 2018年3月11日 | 同時ネット |
| 近畿広域圏     | 朝日放送（ABC） 現・朝日放送テレビ | テレビ朝日系列 | 日曜 21:58 - 23:05 | 2017年10月8日 - 2018年3月11日 | 同時ネット |
| 広島県         | 広島ホームテレビ（HOME）           | テレビ朝日系列 | 日曜 21:58 - 23:05 | 2017年10月8日 - 2018年3月11日 | 同時ネット |
| 山口県         | 山口朝日放送（yab）                | テレビ朝日系列 | 日曜 21:58 - 23:05 | 2017年10月8日 - 2018年3月11日 | 同時ネット |
| 香川県・岡山県 | 瀬戸内海放送（KSB）                | テレビ朝日系列 | 日曜 21:58 - 23:05 | 2017年10月8日 - 2018年3月11日 | 同時ネット |
| 愛媛県         | 愛媛朝日テレビ（eat）              | テレビ朝日系列 | 日曜 21:58 - 23:05 | 2017年10月8日 - 2018年3月11日 | 同時ネット |
| 福岡県         | 九州朝日放送（KBC）                | テレビ朝日系列 | 日曜 21:58 - 23:05 | 2017年10月8日 - 2018年3月11日 | 同時ネット |
| 長崎県         | 長崎文化放送（NCC）                | テレビ朝日系列 | 日曜 21:58 - 23:05 | 2017年10月8日 - 2018年3月11日 | 同時ネット |
| 熊本県         | 熊本朝日放送（KAB）                | テレビ朝日系列 | 日曜 21:58 - 23:05 | 2017年10月8日 - 2018年3月11日 | 同時ネット |
| 大分県         | 大分朝日放送（OAB）                | テレビ朝日系列 | 日曜 21:58 - 23:05 | 2017年10月8日 - 2018年3月11日 | 同時ネット |
| 鹿児島県       | 鹿児島放送（KKB）                  | テレビ朝日系列 | 日曜 21:58 - 23:05 | 2017年10月8日 - 2018年3月11日 | 同時ネット |
| 沖縄県         | 琉球朝日放送（QAB）                | テレビ朝日系列 | 日曜 21:58 - 23:05 | 2017年10月8日 - 2018年3月11日 | 同時ネット |

## スタッフ
- ナレーション：服部伴蔵門
- 構成：都築浩、小杉四駆郎
- 統括：樋口圭介（テレビ朝日、以前はゼネラルプロデューサー）
- TM：高田格（テレビ朝日）
- TD：平間隆啓
- カメラ：千ヶ崎裕介
- クレーン：竹中崇将
- 音声：江尻和茂（テレビ朝日）
- VE：菅原功輝
- 照明：池谷祐介
- PA：久我洋平
- TK：高橋由佳
- 美術：出口智浩
- デザイン：加藤由紀子・竹山陽菜（テレビ朝日）
- 美術進行：三木晴加（テレビ朝日クリエイト）
- 大道具：松本友博
- 電飾：千田徹哉
- XR&アートディレクション：横井勝
- XR&CGデザイン：香川凌也、村野彰彦
- バーチャルCG開発：加藤喬、崔美季、占部三四郎、小杉純子
- VTuber制作：中村均、時津魁羅、寺門竜輔、森泉春乃
- モニター：井深慎介
- 特効：吉川剛史
- ヘアメイク：川口カツラ店
- 編集：野村武史、東義則、仲里美咲
- MA：丸山輝幸、近藤拓弥
- 音効：古屋睦
- 編成：北田暢子・辻慈生（テレビ朝日）
- 宣伝：清水望（テレビ朝日）
- デスク：藪田早加
- 事務所協力：ジャニーズ事務所
- 技術協力：TSP、TSPWARP、東京オフラインセンター、
- 音楽協力：テレビ朝日ミュージック
- カラオケ機材協力：第一興商
- 制作協力：エスピーボーン、NONぷれ、LDL、COLLABORATION、すくらむ、CREAM
- リサーチ：下川悟、雲野葵
- 制作スタッフ：早川翔夏、竹本太一、上野春菜、木村佳奈、山川卓也、加藤ほのか、吉嶺七海、村田瑞希、金沢優汰、竹内宏輝、阿子島徹
- アシスタントプロデューサー：鈴木園子、野津彩乃、山本祥光、中野佑香、中村健二、野間ひかる
- ディレクター：河村啓司（FOOLEN LARGE）、長谷川嘉紀（ギャグ・シンセサイザー）、眞木大輔（以前はチーフディレクター）、稲村隆、黒原竜二、池上健介（テレビ朝日）、後藤琢磨、藤本翔弥、渡大空、木坂優介、中沖嵩博、森部裕治郎（エスピーボーン）、星啓大、牧野裕介
- チーフディレクター：松岡信行、川跡友里（テレビ朝日、川跡→以前はディレクター）
- プロデューサー：加藤卓也・遠藤由一郎（テレビ朝日）、徳江長政（エスピーボーン）、佐藤啓（NONぷれ）、染谷薫（LDL）、菊地裕衣子（COLLABORATION）
- 演出・プロデューサー：船引貴史（テレビ朝日、以前はプロデューサー）
- ゼネラルプロデューサー：久保信広（テレビ朝日）
- 制作著作：テレビ朝日

### 過去のスタッフ
- 声の出演：木村良平
- 実況：清水俊輔、吉野真治（どちらもテレビ朝日アナウンサー）
- カメラ：宮本邦慶、大島秀一（テレビ朝日）
- 音声：中田孝也
- VE：石原敬太（テレビ朝日）
- 照明：江頭儀浩
- 美術デザイン：山下高広（テレビ朝日）
- 美術進行：柴田岳
- 電飾・システム：西尾亘平
- 小道具：石井琢也
- モニター：鈴木準司
- 特効：大野晃一
- 編集：中村哲夫
- MA：大形省一
- 音効：矢部公英
- 編成：田中真由子・西岡佐知子（テレビ朝日）
- 宣伝：吉原智美（テレビ朝日）
- デスク：稲月彰子
- 技術協力：千葉音声研究所
- 制作協力：Big Face、FOOLEN LARGE、D.Walker
- 統括：奥川晃弘（テレビ朝日）
- リサーチ：栗原潤、竹村洪作
- 協力：牧野綾子
- 制作スタッフ：ルベル瑠佳、木俣翔太、門倉勝次、デリガー・ディリシャティ（FOOLEN LARGE）
- アシスタントプロデューサー：竹山知子（D.Walker）、渡辺敦成、反り目尚美（エスピーボーン）、栗田友理奈、陶香奈子、山脇達雄
- ディレクター：矢﨑浩司（テレビ朝日）、田中匡史（エスピーボーン）、川島圭太（Big Face）、豊島隆一、田村裕(浩)行・安井啓太（FOOLEN LARGE）
- プロデューサー：北村麻美（テレビ朝日）、土屋大路（Big Face）、高木大輔・川島典子（共にFOOLEN LARGE）